# Didier Ahadsi
 (avril 2023).
De son vrai nom Didier Amevi Ahadsi, né en 1970 à Vogan (Sud-Est duTogo), est un artiste soudeur et  sculpteur togolais autodidacte. Son inspiration va des pratiques religieuses vaudous, des traditions africaines, des influences modernes, à une série d'histoires personnelles de la vie quotidienne.

## Biographie

### Enfance

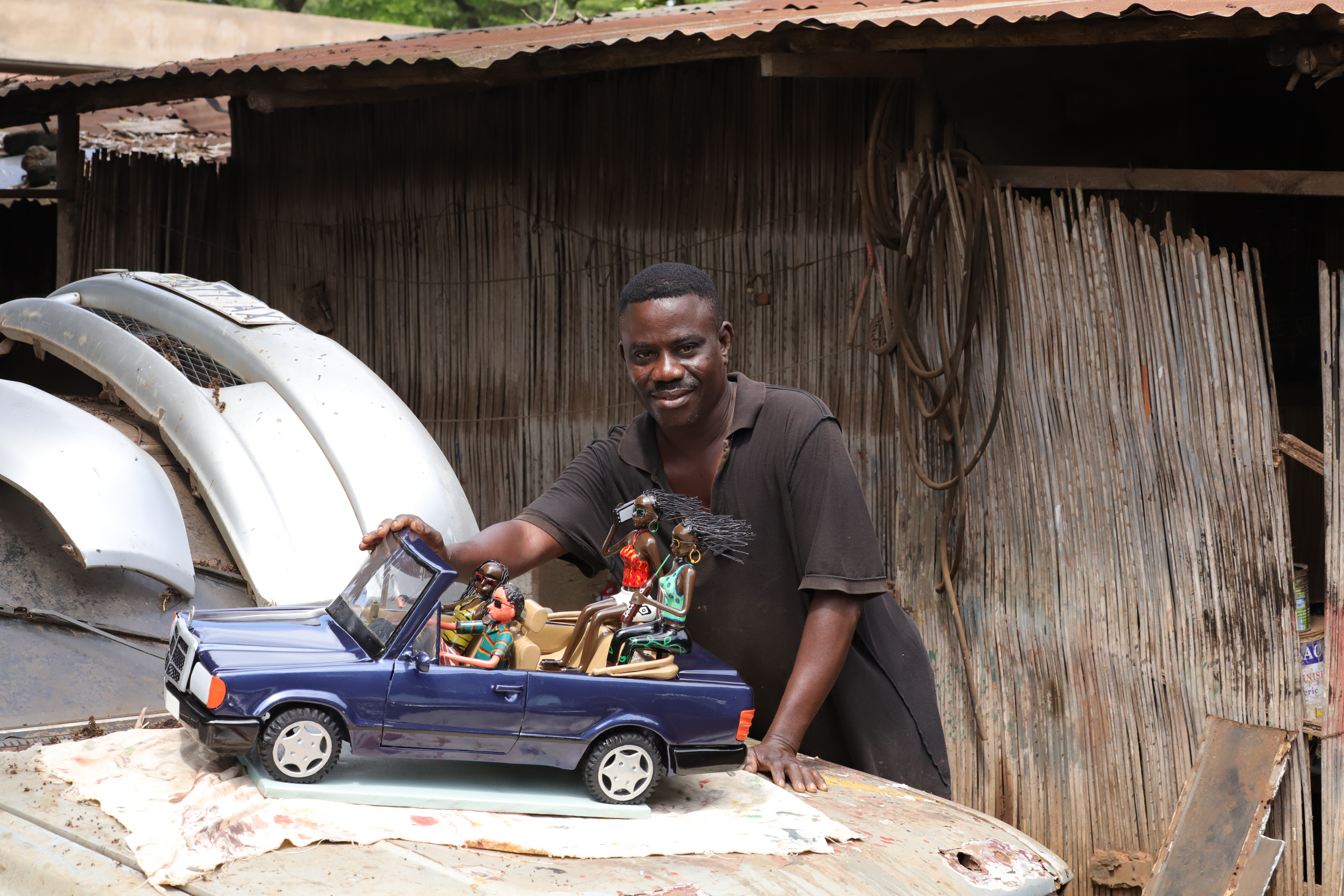
Didier Ahadsi, Des Africaines accompagnent un Européen dans sa Mercedes.

Didier Ahadsi est originaire de Vogan au Togo. Il appartient au groupe ethnique ewe. Il a grandi avec trois demi-frères et quatre demi-sœurs. Son environnement est influencé par l'agriculture, le culte vaudou et la religion chrétienne.

### Parcours
La touche de Didier Ahadji le place à part sur la scène artistique contemporaine.
Artiste soudeur, la particularité de son art réside dans le travail du fer et des matériaux de récupération transformés en œuvre d'art. 
Il s'inspire surtout des traditions africaines, comme le vaudous.

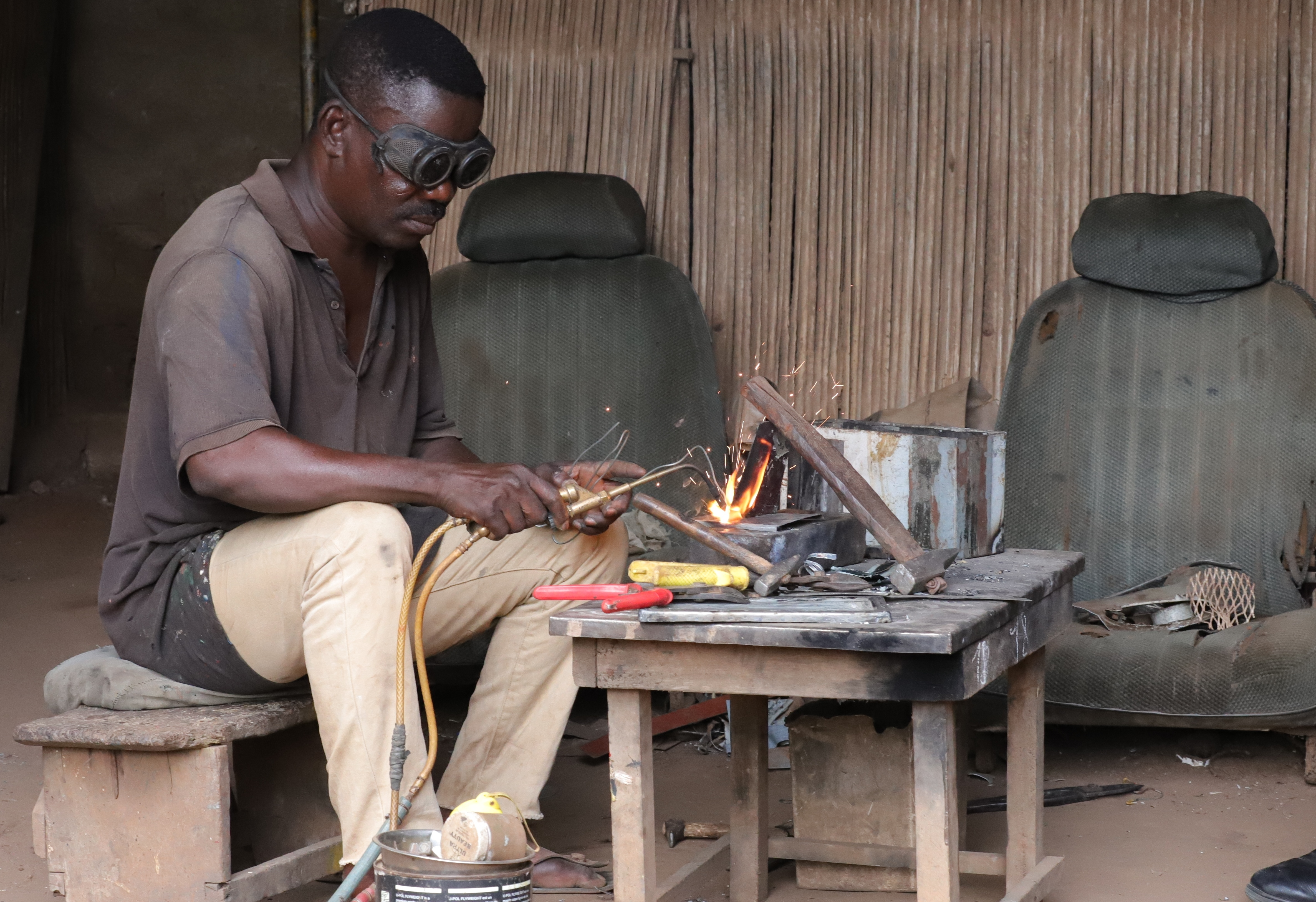
Didier Ahadsi dans son atelier.
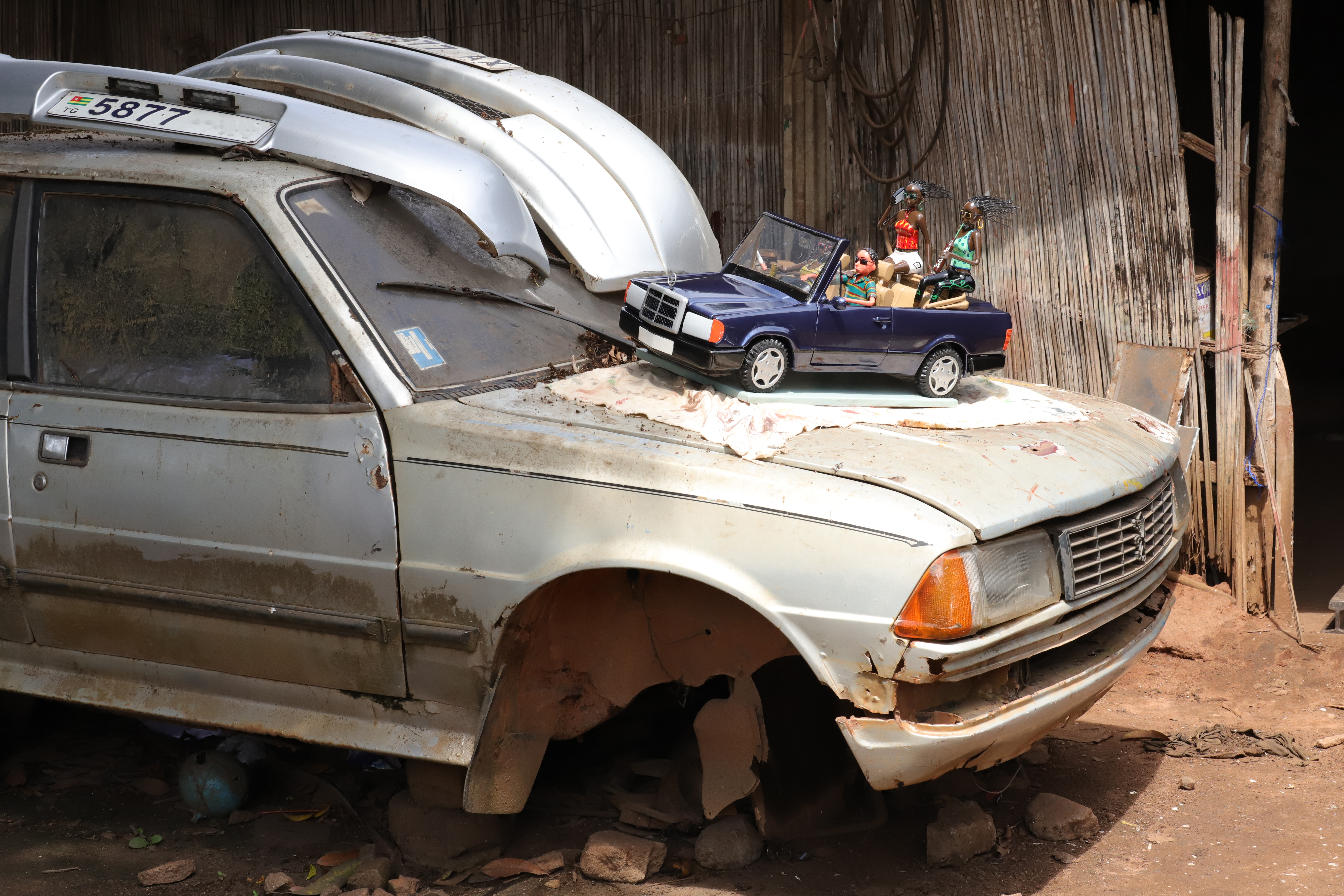
Atelier de Didier Ahadsi.
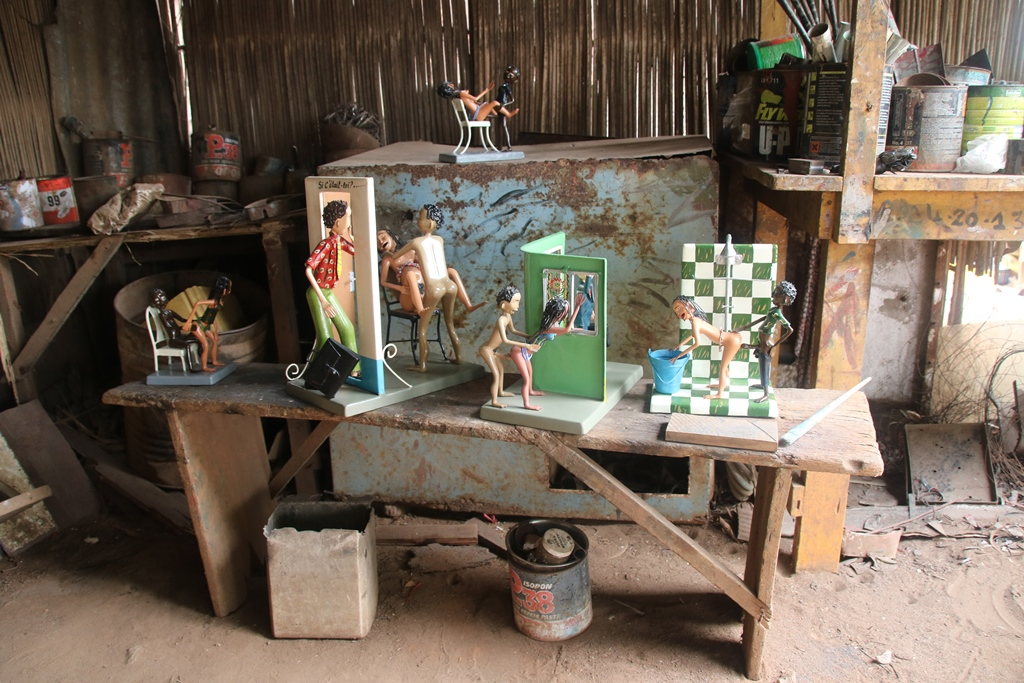
Atelier Ahadsi à Lomé, Togo

## Des expositions
- Bwoom Contemporain[5]
- Galerie de Hanovre[6]
- Galerie d'art Indigo[7]
- Musée für Völkerkunde Hambourg[8],[9]
- Musée Rautenstrauch Joest[10]
- Musée de Völker[11]
- Kulturzarain Zehnscheuer à Rottenburg am Neckar[12]

## Littérature
- A4: Magazin für aussereuropäische Kunst und Kultur. Non. 1, 2007, pages 98–101, xii. Schwaz, Tyrol: Haus der Völker Kulturverein, Museum für Kunst und Ethnografie